# 2014 ND81
2014 ND81 est un objet transneptunien de magnitude absolue 6,76 faisant partie des cubewanos.

## Caractéristiques
2014 ND81 mesure environ 210 km de diamètre.